# 哈士路
哈士路（Hustle/ハッスル）是主辦PRIDE的DSE（Dream Stage Entertainment）跟ZERO-ONE所聯合舉辦的新型態摔角大會。
故事主要是以由小川直也所率領的Hustle軍與由高田總統所率領的高田Monster軍之間的鬥爭為中心而發展。有許多具有獨特風格的職業摔角選手登場，並且也有藝人以摔角選手的身分參戰，屬於較為重視娛樂性的職業摔角團體。
第1回於2004年1月4日舉辦。

## 外部連結
- 哈士路官方網站（页面存档备份，存于）